# آنا پژیبیلسکا
آنا پژیبیلسکا (لهستانی: Anna Przybylska؛ ۲۶ دسامبر ۱۹۷۸ – ۵ اکتبر ۲۰۱۴) مانکن و بازیگر اهل لهستان بود.
او یکی از زیباترین بازیگران زن لهستان بود و به‌دنبال ابتلا به سرطان لوزالمعده در سن ۳۵ سالگی درگذشت.
از فیلم‌ها یا مجموعه‌های تلویزیونی که وی در آن‌ها نقش داشته‌است، می‌توان به کرکس، ورای تخت جراحی، همبستگی، همبستگی...، ۳۹ و نیم و اجاره‌نشین‌ها اشاره نمود.